# Monument au despote Stefan Lazarević
Le monument au despote Stefan Lazarević (en serbe cyrillique : Споменик деспоту Стефану Лазаревићу ; en serbe latin : Spomenik despotu Stefanu Lazareviću) est situé dans le village de Crkvine près de la ville de Mladenovac, en Serbie, dans le cimetière de l'église du Saint-Prophète-Élie. Ce monument a été érigé en 1427 par Đurađ Zubrović, pour célébrer la mémoire du despote serbe Stefan Lazarević. Il est inscrit sur la liste des monuments culturels d'importance exceptionnelle de la République de Serbie et sur la liste des biens culturels de la Ville de Belgrade.

## Présentation
Le monument à Stefan Lazarević se présente sous la forme d'une colonne-stèle en marbre blanc de 186 cm de haut, de 68 cm de large et de 26 cm. L'inscription la plus importante est écrites en lettres calligraphiées sur la partie ouest du monument, au-dessous d'une croix gravée dans la pierre. Le monument a été érigé par Đurađ Zubrović immédiatement après la mort du despote Lazar, en 1427.